# Singles (The Kolors)
Singles è la prima raccolta del gruppo musicale italiano The Kolors, pubblicata il 18 giugno 2021 dalla Island Records.

## Descrizione
Il disco contiene i vari singoli stand-alone che il gruppo ha reso disponibile tra il 2019 e il 2021, tra cui Pensare male con Elodie, certificato dalla FIMI e che ha ottenuto successo nelle radio italiane. I brani sono stati tutti scritti dal frontman Antonio Stash Fiordispino con la collaborazione di Tropico, Alessandro Raina, Davide Simonetta e Big Fish.
Fiordispino ha inizialmente spiegato che i brani avrebbero dovuto far parte di un ipotetico quarto album in studio, progetto che tuttavia non ha mai preso forma nel corso degli anni.

## Promozione
Singles è stato distribuito nella metà di giugno 2021 inizialmente nel solo formato vinile, una scelta che Fiordispino ha motivato:
Successivamente la raccolta è stata pubblicata anche per il download digitale e lo streaming.

## Tracce
Lato A
1. Pensare male (feat. Elodie) – 3:29 (testo: Antonio Stash Fiordispino, Elodie Di Patrizi – musica: Daddy's Groove, Starchild)
2. Los Angeles (feat. Gué Pequeno) – 3:29 (testo: Antonio Stash Fiordispino, Cosimo Fini)
3. Non è vero – 3:06 (testo: Antonio Stash Fiordispino – musica: Daddy's Groove, Starchild)
4. Mal di gola – 3:03 (testo: Antonio Stash Fiordispino, Davide Simonetta, Alessandro Raina, Simone Cremonini – musica: Antonio Stash Fiordispino, Daddy's Groove, Starchild)

Lato B
1. Cabriolet panorama – 2:58 (testo: Antonio Stash Fiordispino, Davide Petrella, Stefano Tognini – musica: Zef)
2. Cabriolet panorama Remix (feat. Sottotono) – 3:03 (testo: Antonio Stash Fiordispino, Sottotono – musica: Big Fish)
3. Pensare male (English Demo) (Antonio Stash Fiordispino)
4. Pensare male (Demo italiana) (Antonio Stash Fiordispino)

## Successo commerciale
Sebbene non abbia esordito nella Classifica FIMI Album, Singles ha esordito alla posizione numero 11 della Classifica FIMI Vinili.